# 放水路

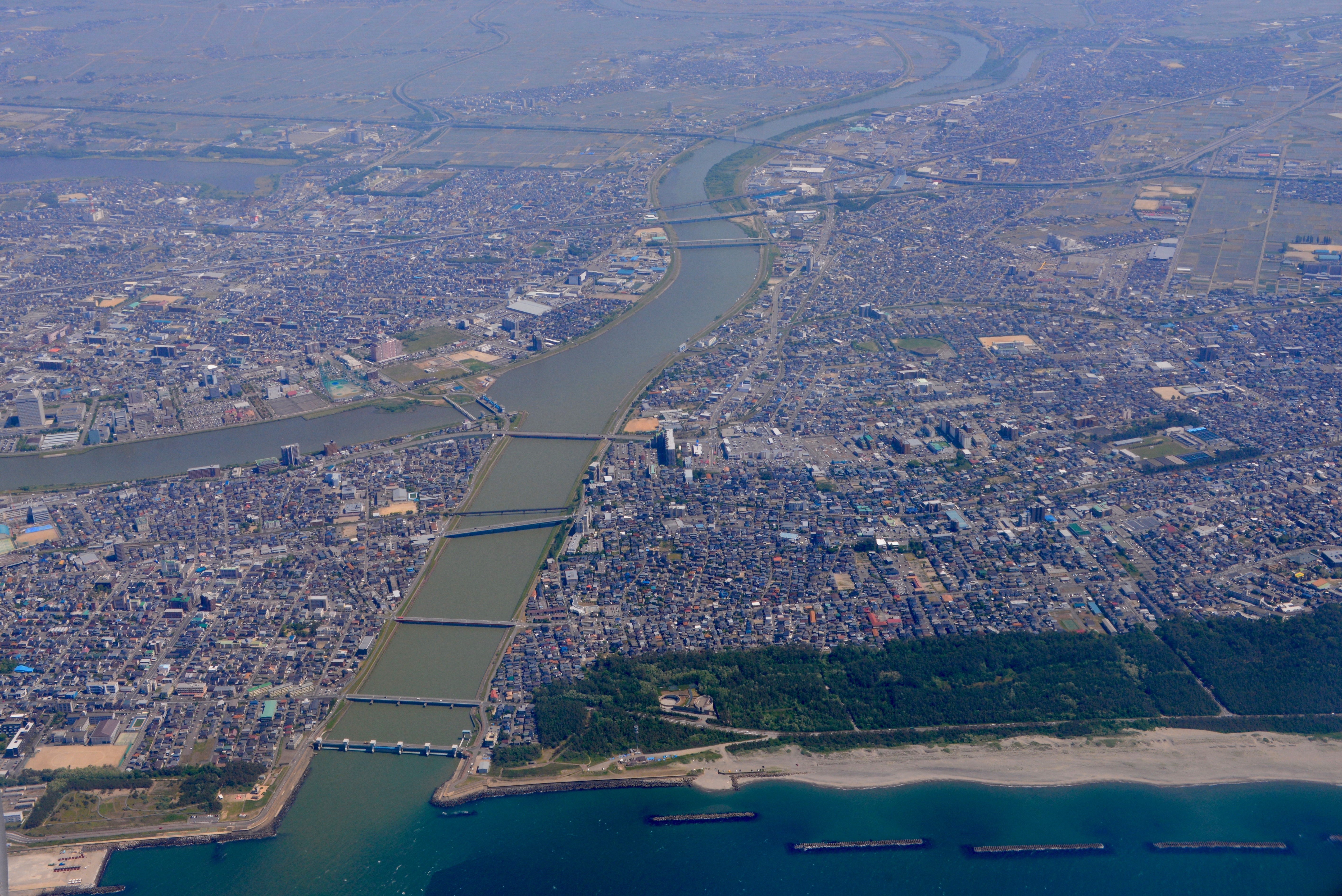
砂丘を開削し日本海へ注ぐ関屋分水路。画像奥は信濃川。

放水路（ほうすいろ、英: flood bypass, spillway）とは、河川からの溢水による洪水を防ぐため、河川の途中に新しい川を分岐して掘り、海や他の河川などに放流する人工水路のことをいう。分水路と呼ばれることもある。道路におけるバイパスに相当する機能を持つ。
日本の放水路には例えば新北上川（北上川の放水路）、大河津分水路（信濃川の放水路）、荒川（隅田川の放水路）、新淀川、太田川放水路（太田川の放水路）などがある。
洪水対策は他にも、河道改修、ダム、遊水地などがある。放水路は、以前は盛んに建設されたが、下流に作られることが多く住宅の移転に莫大な時間と費用が掛かり、コストパフォーマンスが結果的に優れないこともあり、現在日本の平野部では造られることはほとんどなくなった。また、千歳川放水路のように、環境保護の面から建設が断念された例もある。
近年では首都圏外郭放水路のように、地下に大規模なトンネルを建設しそこに放水するタイプの地下放水路があり、大都市の中小河川治水対策に応用されている。

## 日本の放水路・分水路

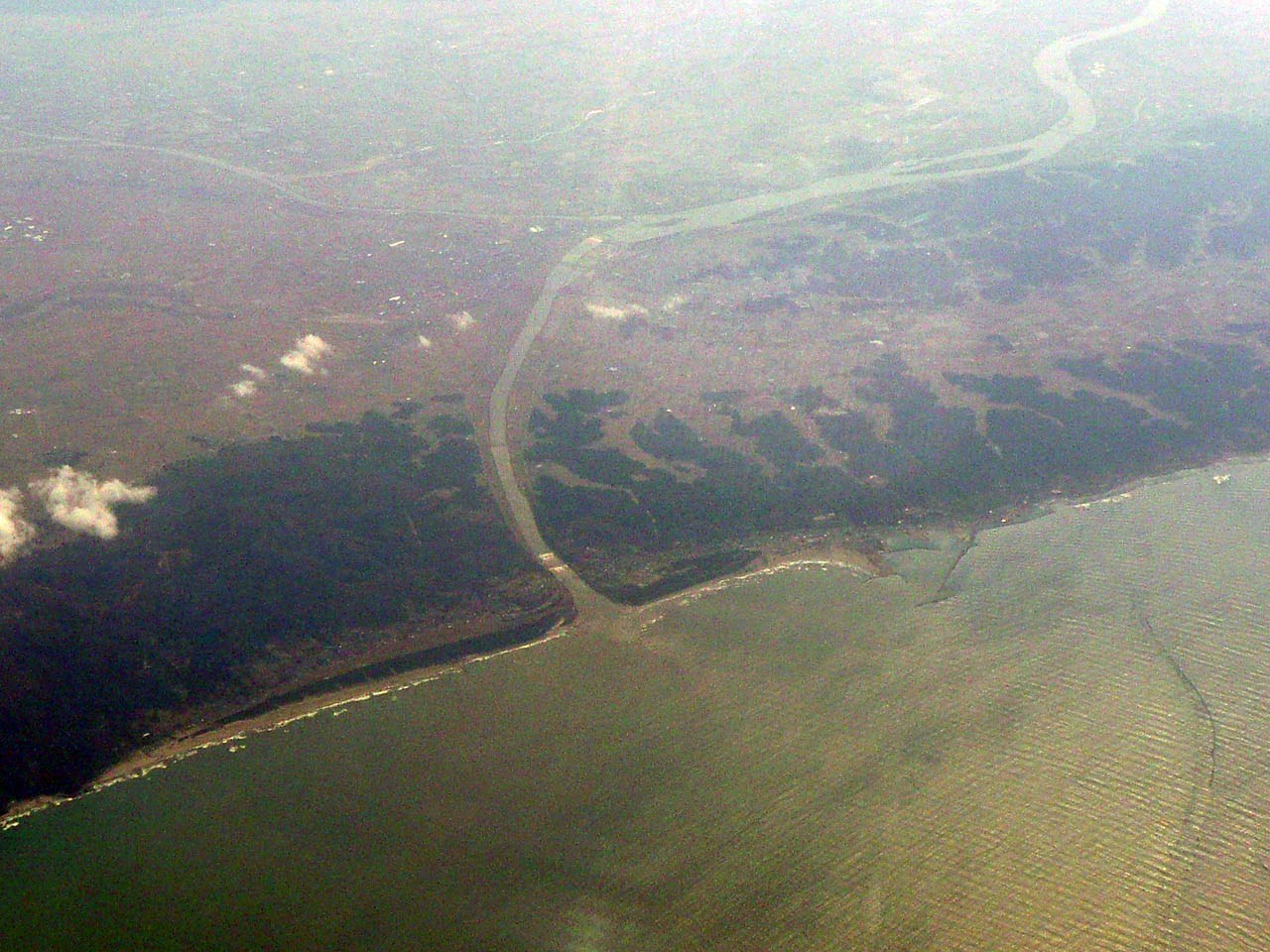
弥彦山山麓を切通し信濃川と日本海をつなぐ大河津分水路

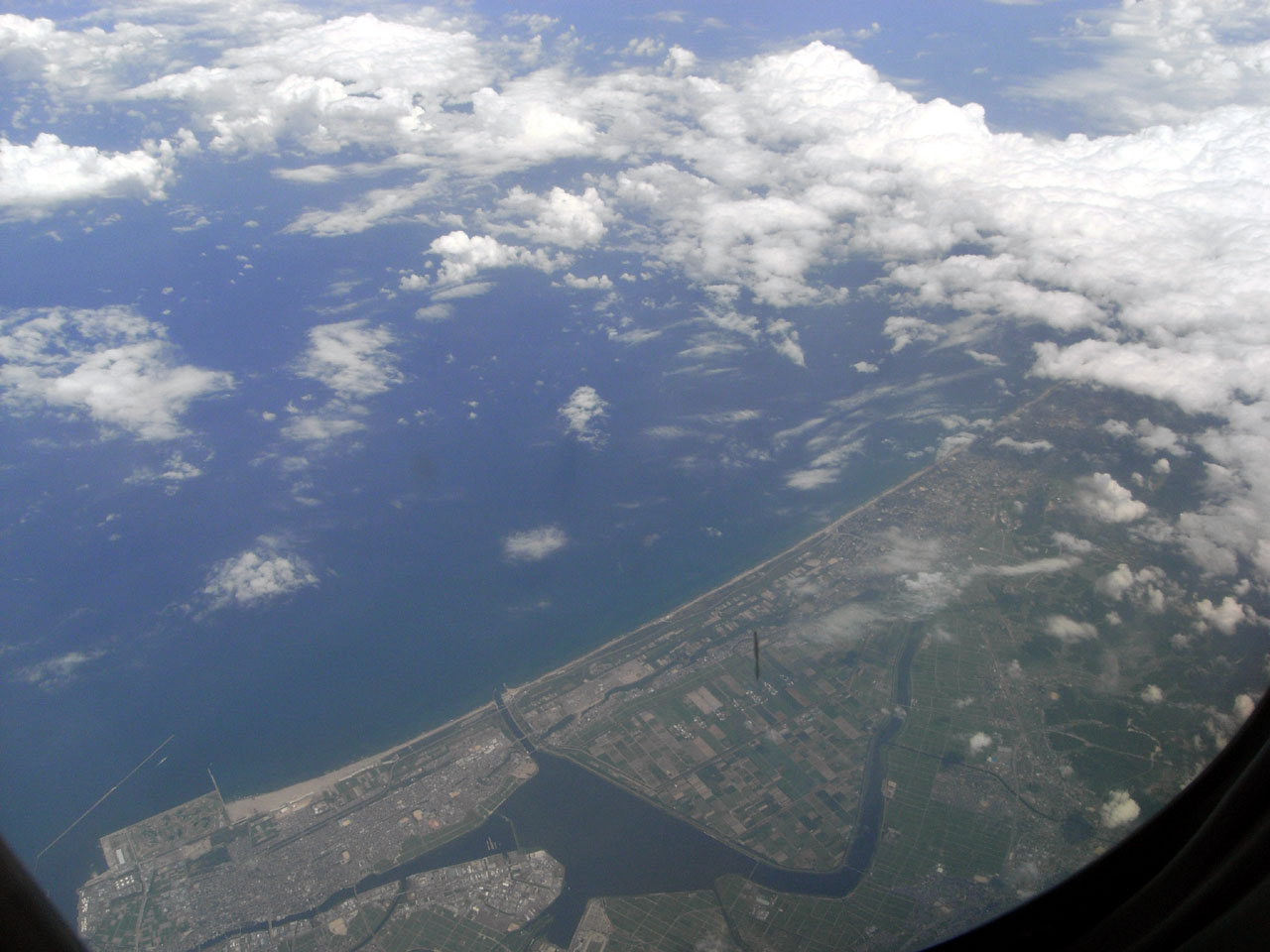
写真中央河北潟（石川県）と日本海をつなぐ河北潟放水路

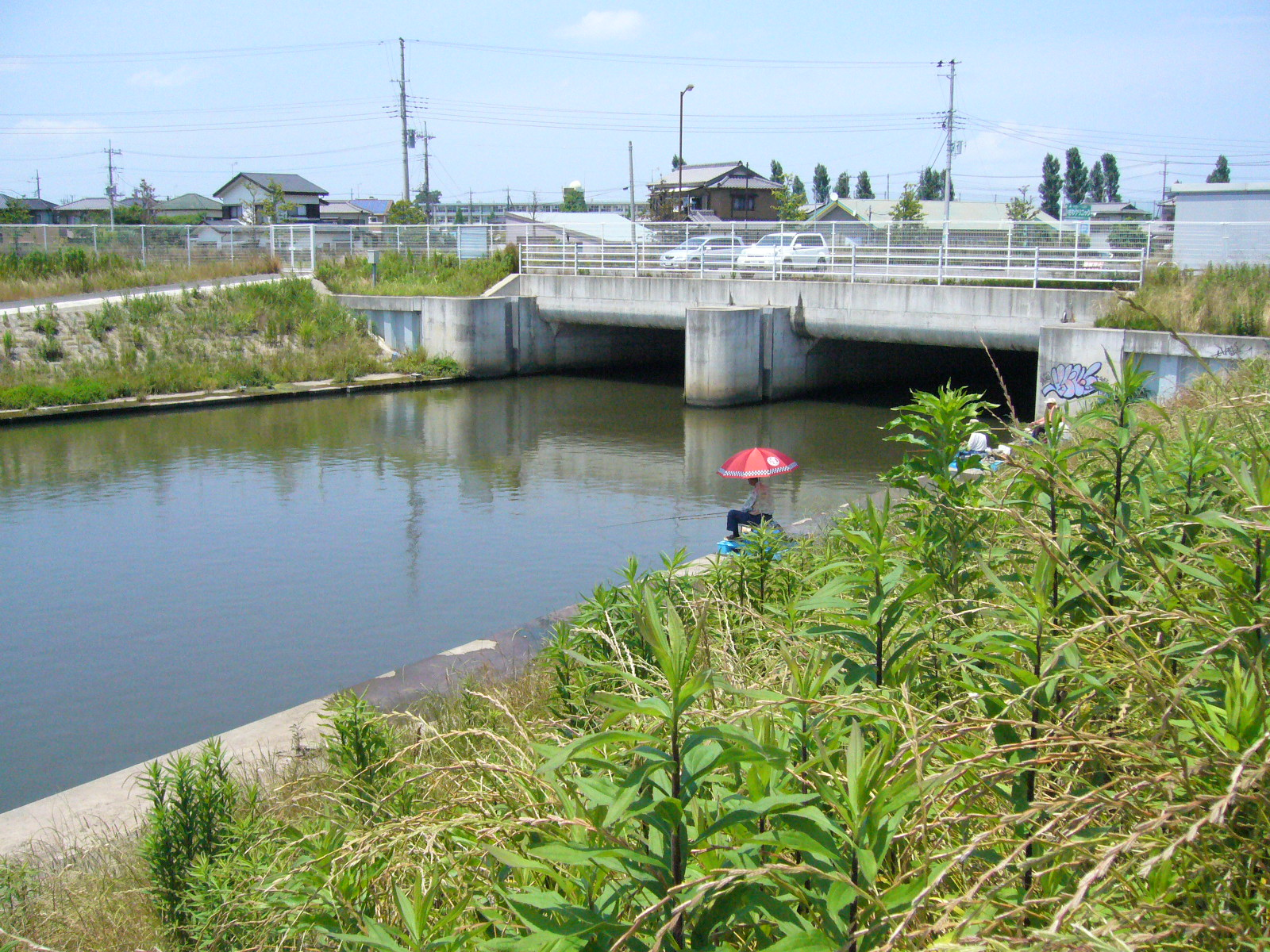
地下放水路の例（小野川放水路・上部は都市計画道路として利用）

### 北海道地方
- 千歳川放水路（石狩川水系千歳川。建設中止。）
- 新釧路川（現在の釧路川本川）
- 石狩放水路（茨戸川から日本海に通じる放水路）[1]
- 永山新川（牛朱別川から石狩川に通じる分水路）
- 精進川放水路（札幌市・精進川から豊平川へ排水。）
- 穴の川放水路（札幌市・穴の川から豊平川へ排水。）
- 旧琴似川放水路（札幌市・旧琴似川から伏籠川に通じる放水路。）
- 円山川放水路（札幌市・円山川から豊平川へ排水。）[2]

### 東北地方
- 土淵川放水路（青森県）[3]
- 新田名部川（青森県むつ市。田名部川をバイパスして陸奥湾へ注ぐ）
- 小川放水路（青森県むつ市。小川と田名部川の合流をバイパスすることで田名部地区の洪水を防いでいる。）
- 浅水川放水路（青森県八戸市）
- 土橋川放水路（青森県八戸市）
- 新北上川（現在の北上川本川）（宮城県）
- 仙台川放水路（梅田川より仙台川へ放水。宮城県）
- 川内沢川放水路（宮城県）[4]
- 雄物川放水路（現在の雄物川本川。旧雄物川は秋田運河となる。秋田県）[5]
- 赤川放水路（山形県。日本海に通じる放水路。最上川に合流していた旧赤川本川は後に閉鎖）

### 関東地方
- 鴨川放水路（鴨川・埼玉県さいたま市）
- 藤右衛門川放水路（藤右衛門川・埼玉県川口市）
- 幸手放水路（中川上流放水路とも）（埼玉県幸手市）
- 首都圏外郭放水路（埼玉県春日部市）
- 綾瀬川放水路（埼玉県）
- 三郷放水路（埼玉県）
- 一の橋放水路（埼玉県）
- 坂川放水路（千葉県）
- 国分川分水路（千葉県）
- 小野川放水路（千葉県）
- 印旛放水路（千葉県）
- 荒川放水路（荒川、現在の荒川本川）（東京都）
- 中川放水路（現在の新中川）（東京都）
- 江戸川放水路（利根川水系江戸川。現在の江戸川本川）（東京都・千葉県）
- 大岡川分水路（神奈川県）
- 帷子川分水路（神奈川県）

計画したものの建設を中止した放水路
- 利根川放水路（利根川。建設中止）

### 北陸地方
- 松ヶ崎掘割（現在の阿賀野川本流河口。新潟県）
- 新発田川放水路（新潟県）
- 福島潟放水路（新潟県新潟市）
- 関屋分水路（信濃川・新潟県新潟市）
- 大河津分水路（新信濃川）（信濃川・新潟県）
- 樋曽山隧道（矢川、大通川）（新潟県）
- 円上寺隧道[6][7]・新円上寺隧道（新島崎川・新潟県長岡市）
- 柿川放水路（新潟県長岡市）[8]
- 茶郷川第一放水路・茶郷川第二放水路（新潟県小千谷市）[9]
- 表沢川放水路（新潟県小千谷市）[10]
- 新堀川（関川水系潟川・新潟県上越市）
- 保倉川放水路（計画中）（関川支流保倉川・新潟県上越市）
- 河北潟放水路（石川県）
- 大野川分水路（石川県金沢市）
- 浅野川放水路（浅野川の水を犀川へ送る。石川県金沢市）[11][12]
- 吉野瀬川放水路（福井県）[13]

### 中部地方
- 荒田川上部放水路 → 岩地川（荒田川）
- 荒田川中部放水路 → 新荒田川（荒田川）
- 今泉排水路（長良川）
- 内津川放水路（内津川）
- 大榑川放水路（大榑川）
- 大谷川放水路（巴川）
- 狩野川放水路（狩野川）
- 神田川放水路（神田川）[14]
- 境川放水路 → 新境川（境川）
- 地蔵川放水路（地蔵川）
- 昭和放水路（沼川）
- 新川（庄内川）
- 新川放水路（新川）
- 新郷瀬川（五条川）
- 新犀川（犀川）
- 新地蔵川（地蔵川）
- 新堀川放水路（長良川）
- 忠節放水路（忠節用水）
- 天王川放水路（天王川）
- 豊川放水路（豊川）
- 日光川（萩原川・三宅川・領内川）
- 日光川放水路（日光川）
- 沼川第2放水路（沼川）
- 星山放水路[15]（潤井川）
- 山下川放水路（長良川）

### 近畿地方
- 新淀川（現在の淀川本川）
- 大和川放水路（現在の大和川）
- なにわ大放水路
- 淀の大放水路
- 野洲川放水路（現在の野洲川）
- 草津川放水路（現在の草津川）
- 西野水道
- 三滝新川（三滝川から海蔵川に排水）
- 天神川放水路（京都府南丹市園部町・天神川）
- 天神川放水路（兵庫県神戸市・天神川）

### 中国地方
- 小野川放水路 （兵庫県富岡市・六方川から出石川へ分流。）[16]
- 斐伊川放水路（島根県出雲市・斐伊川から神戸川へ分流。）[17]
- 旭川放水路（岡山県岡山市を流れる百間川の別称・旭川）
- 太田川放水路（広島県広島市・太田川）

### 四国地方
- 日下川放水路(仁淀川水系、2015年度より3本目の放水トンネルを建設中)[18]
- 宇治川放水路・新宇治川放水路(仁淀川水系)[19]

### 九州地方
- 筑後川温泉南側放水路（筑後川）
- 福所江放水路（福所江、福所江川とも。佐賀県）
- 小松川放水路（宮崎県宮崎市・大淀川水系小松川）
- 姫城川放水路（宮崎県都城市・大淀川水系姫城川）
- 戸高川放水路（宮崎県日南市・広渡川水系戸高川）
- 保田窪放水路（熊本県熊本市・藻器堀川）

## 台湾の放水路
- 員山子分洪道（台湾新北市瑞芳区・基隆河）

## アメリカ合衆国の放水路
- ボンネ・キャレ放水路（英語版）（ルイジアナ州セントチャールズ郡・ミシシッピ川）
- ヨロバイパス（英語版）（カリフォルニア州・サクラメント川）